# 1056 Azalea
1056 Azalea är en asteroid i huvudbältet som upptäcktes den 31 januari 1924 av den tyske astronomen Karl Wilhelm Reinmuth. Dess preliminära beteckning var 1924 QD. Den namngavs senare efter Azalea, som är växtnamnet för flera arter och tidigare ett eget växtsläkte.
Den tillhör asteroidgruppen Flora.
Azaleas senaste periheliepassage skedde den 30 mars 2022. Dess rotationstid har beräknats till 11,893 timmar.